# Tofig Bakikhanov
Tofig Ahmed-agha oglu Bakikhanov (azeri: Tofiq Əhmədağa oğlu Bakıxanov , russisk: Тофик Ахмед-ага оглы Бакиханов tr. Tofik Akhmed-aga ogly Bakikhanov ; født 8. december 1930 i Baku, Aserbajdsjan, Rusland) er en aserbajdsjansk/russisk komponist, violinist og lærer.
Bakikhanov studerede violin og komposition på Aserbajdsjans Statslige Musikkonservatorium hos Fikret Amirov og Kara Karayev. Han har skrevet 8 symfonier, orkesterværker, kammermusik, symfoniske digtninge, balletmusik, sange etc. Han underviste som lærer i violin og i kammermusik på Aserbajdsjans Statslige Musikkonservatorium. Bakikhanov var violinist for flere symfoniorkestre, og hører til de ledende symfonikere og orkesterværks komponister fra Aserbajdsjan.

## Udvalgte værker
- Symfoni nr. 1 (1960) - for kammerorkester
- Symfoni nr. 2 (1962) - for kammerorkester
- Symfoni nr. 3 (1963) - for kammerorkester
- Symfoni nr. 4 (1980) - for kammerorkester
- Symfoni nr. 5 (19?) - for orkester
- Symfoni nr. 6 "Tyrkisk" (19?) - for orkester
- Symfoni nr. 7 (?) - for orkester
- Symfoni nr. 8 (?) - for orkester
- "Orientalsk digt" (1976) - ballet
- "Godt og ondt" (1990) - ballet